# Jean Defos du Rau
Pour les articles homonymes, voir Defos et Defos du Rau.
Jean Defos du Rau, né le 5 août 1914 à Dax et mort le 3 décembre 1994 à Mérignac, est un géographe et enseignant français. Spécialiste de la géographie tropicale et coloniale et plus particulièrement de l’île de La Réunion, il est surnommé « le géographe de la Réunion ».

## Biographie

### Famille, jeunesse et études (1914-1937)

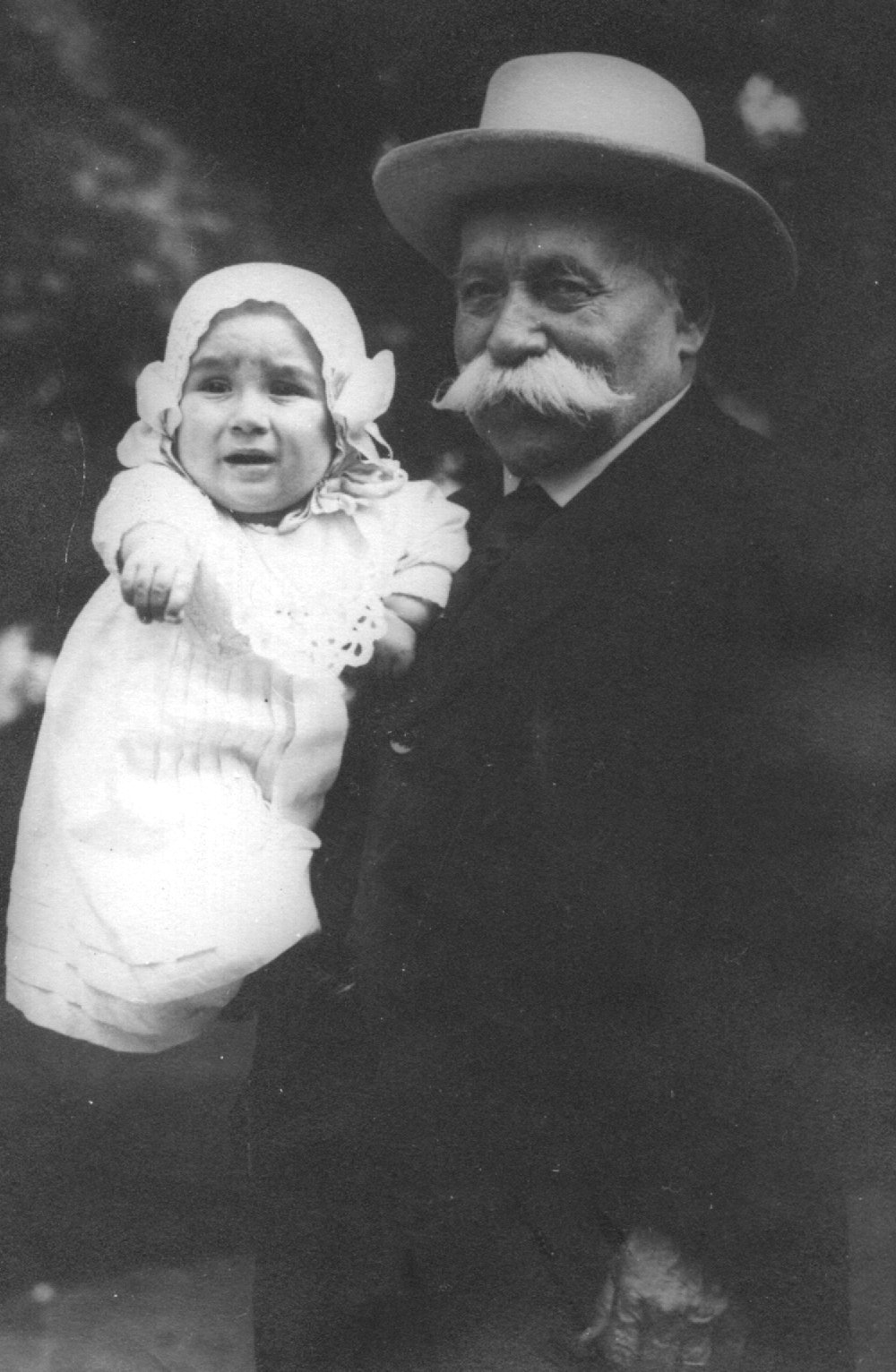
Jean Defos du Rau dans les bras de son grand père, François, en 1914.

Jean Defos du Rau naît le 5 août 1914 à Dax, dans les Landes. Il est l’aîné d’une fratrie de cinq enfants, La famille Defos du Rau est issu de la petite noblesse du Sud-Ouest de la France et est fortement liée au mouvement du catholicisme social. Ses grands-parents militaient activement pour le Sillon, mouvement politique et idéologique catholique, ouvrier et républicain opposé à la gauche anticléricale. Son père, Joseph Defos du Rau, est avocat au barreau de Dax et député des Landes de 1919 à 1924 puis de 1946 à 1956 au sein du groupe du mouvement républicain populaire. Les idées politiques de Jean Defos du Rau sont influencées par l’environnement militant qu’il côtoie dans sa jeunesse.
Il fait ses études primaires et secondaires à Dax, puis, à partir de 1932, suit une classe préparatoire littéraire à Bordeaux, où il rencontre le jeune géographe Louis Papy, qui l'encourage à suivre des études de géographie. Ce dernier devient son mentor et ami. Jean Defos du Rau poursuit ses études à la faculté des arts de Bordeaux , en compagnie de son ami, et lui aussi futur géographe, Henri Enjalbert. En 1937, à 23 ans, il passe l’agrégation d'histoire et géographie et se marie.

### Début de carrière en France métropolitaine (1937-1948)
La même année, il obtient un poste au Lycée de Bayonne. À la fin de la Seconde Guerre mondiale, entre août et septembre 1944, il publie plusieurs courts articles intitulés « quelques réflexions sur la révolution dite nationale » dans le journal du comité de libération de Bayonne. Il y critique avec lucidité et franchise la politique de collaboration et la propagande du maréchal Pétain. Son analyse et son style sont félicités par Gabriel Delaunay, président du comité de libération de la Gironde.
En 1945, il est nommé au lycée Montesquieu à Bordeaux. À cette période, il rencontre le jeune Guy Lasserre, lui aussi futur géographe tropical dont il croise plusieurs fois le chemin. À l’époque, la géographie coloniale et tropicale est en plein essor à Bordeaux, sous l’impulsion de la Société de géographie commerciale de Bordeaux et de professeurs et géographes dont Louis Papy, Maximilien Sorre ou Pierre Gourou. Guy Lasserre et Jean Defos du Rau décident de passer un doctorat, tous deux dirigés par Louis Papy. Ce dernier les poussant à étudier les territoires d’outre-mer, le premier choisit la Guadeloupe, tandis que le choix du second se fixe sur La Réunion. À cette époque, ces territoires (tout comme la Martinique et la Guyane) suivent un processus de qui les font passer du statut de colonie à celui de départements d'outre-mer.

### À la Réunion (1948-1954)
Jean Defos du Rau quitte Bordeaux en octobre 1948 avec sa femme et ses enfants. Arrivé à La Réunion, il devient professeur d’histoire-géographie au lycée Leconte-de-Lisle et mène en parallèle des recherches et des explorations pour préparer sa thèse. Il visite toutes les localités de l’île malgré le faible développement de son tissu routier. Entre 1949 et 1954, il profite de la réputée hospitalité des créoles réunionnais pour se créer un important réseau de personnalités locales, ce qui lui permet d’obtenir de nombreuses informations et données inédites utiles à ses recherches. Reconnu pour ses recherches, sa rigueur scientifique et sa franchise par ses collègues et par les dirigeants politiques et économiques de l'île, il devient « le géographe de La Réunion ». Sa femme, elle, devient enseignante au collège Juliette Dodu de Saint-Denis. Au début du mois de juin 1954, des problèmes de santé le forcent à rentrer en métropole.

### Retour en France (1954-1994)
En 1955, à la fin de sa convalescence, il devient chargé de recherche au centre national de la recherche scientifique (CNRS) grâce à l'appui de Louis Papy, ce qui lui permet de se concentrer sur la rédaction de ses deux thèses. Il les soutient le 29 novembre 1958 à l'institut de géographie de la faculté des arts de Bordeaux, et le jury est composé de Pierre Gourou, Charles Robequain, Hildebert Isnard, Henri Enjalbert, Pierre Métais et son directeur Louis Papy. Elles sont bien accueillies par le jury et par ses pairs, si bien qu'elles lui valent une médaille de bronze du CNRS en 1961. Devenu un spécialiste reconnu de la géographie tropicale, il quitte son poste au CNRS en 1959 et est nommé maître de conférences à l'université d'Aix-Marseille le 6 mai 1960. Il y effectue la majorité de sa carrière académique, devenant professeur des universités en 1967. Bien que ses cours accordent une place prépondérantes aux tropiques, et notamment le sous-développement et l'agriculture de ces régions, il y intègre aussi des chapitres plus communs, comme la géographie de l'Europe et des régions françaises. Il est remarqué pour sa pédagogie, ses encouragements et son autorité. Il supervise de nombreux candidats à l'agrégation et doctorants, dont Jean-François Dupon et Wilfrid Bertile, originaire de Saint-Philippe et futur député de La Réunion.
Jean Defos du Rau visite à plusieurs reprises l'île, aussi bien pour ses recherches, pour des supervisions de thèses que pour des travaux auprès du centre national de documentation des départements d'outre-mer (CENADOM) en mars 1968, mars 1971, septembre 1972 et mars 1975. Il est un des plus importants contributeurs au premier atlas des départements d'outre-mer publié en 1975 par le centre d’études de géographie tropicale et le CNRS. Devenu professeur émérite, il est invité le 13 décembre 1975 à présenter l'atlas de La Réunion à des officiels et politiciens en compagnie de Dupon et Bertile. C'est son dernier voyage à la Réunion. Il passe sa retraite à randonner dans les Pyrénées, et il meurt le 3 décembre 1994 à 80 ans à Bordeaux.

## Travaux

### Publications
- Quelques réflexions sur la révolution dite nationale, Bayonne, La résistance républicaine, 1944, 48 p. (présentation en ligne).
- L'Île de la Réunion : étude géographie humaine, Bordeaux, Institut de géographie, 1960, 719 p. (présentation en ligne).
- Le relief de l'Île de la Réunion, Bordeaux, Institut de géographie, 1960, 319 p. (présentation en ligne).
- La Réunion, la France, le monde français, géographie à l'usage des cours moyens de la Réunion, Caen, Ozanne et Cie, 1963, 112 p. (présentation en ligne), en collaboration avec André Journaux et René Parisse.
- 1 publication dans les annales de géographie, 19 dans les cahiers d'Outre-Mer, 1 dans Îles et archipels, 1 dans l'Information géographique, 12 dans Méditerranée et 1 dans Sud-Ouest européen[8].